# Přímořský stát

Většina států na Zemi je přímořských

Přímořský stát je stát, jehož státní území zasahuje na pobřeží moře, tj. není vnitrozemský. Tím se obvykle rozumí moře jako součást světového oceánu, tedy nikoliv třeba Kaspické moře.
Ze států světa je velká většina přímořských, v současnosti přes 3/4. Přístup k moři má velký strategický význam ohledně mezinárodního obchodu (námořní doprava), je to zdroj surovin a často zásadně přispívá turistickému ruchu. Na efektivitu přístupu k moři má nicméně značný vliv charakter pobřeží (zda je strmé nebo ploché, obsahuje-li přirozená přístaviště), místní klima (zda a na jak dlouho moře zamrzá, jak je bohaté na ryby) a také dostupnost daného moře z volného oceánu či mezinárodních vod.

## Kategorizace
Přímořské státy lze podle různých aspektů dále třídit. Mohou mít pobřeží spojité (většina případů), nebo přerušené cizím státním územím (např. Malajsie x Brunej). Přístup k moři může být široký (většina), nebo úzký (obvykle uměle vytvořený z politického rozhodnutí – např. Bosna a Hercegovina, Irák, Jordánsko, Dem. rep. Kongo, Slovinsko). Toto kritérium lze kvantifikovat jako poměr délky pobřeží k délce celé státní hranice. Některé státy mají hranici pouze mořskou (vesměs ostrovní státy, ale také Austrálie). Dalším kritériem je délka pobřeží; relativně nejdelší pobřeží (v poměru k rozloze státu) mají státy na drobných souostrovích (Maledivy, Kiribati apod.), absolutně nejdelší pak větší státy se členitým pobřežím (Filipíny, Indonésie, Kanada, Norsko, Rusko).
Stát může mít přístup k jednomu nebo více mořím, nebo dokonce více oceánům. Ke čtyřem oceánům mělo přístup naposledy Britské impérium.

## Státy s přístupem k více než jednomu oceánu
3 oceány
| Atlantský, Tichý a Severní ledový |                                      |                         |                                              |
| - Kanada - Rusko - USA 2 oceány \| Atlantský a Tichý *** \| Atlantský a Severní ledový *** \| Atlantský a Indický *** \| Indický a Tichý \| \| - Guatemala - Honduras - Chile - Kolumbie - Kostarika - Mexiko - Nikaragua - Panama \| - Grónsko (Dánsko) - Island - Norsko \| - Egypt - Izrael - JAR \| - Austrálie - Indonésie - Malajsie - Thajsko \| V zásadě má přístup ke dvěma oceánům také Francie, která sama leží u Atlantiku a její zámořské departementy Réunion a Mayotte jsou v oceánu Indickém. Zdaleka nejdelší pobřeží má Kanada (asi 200 tisíc km), z větší části jde však o nehostinné a zamrzající vody v Kanadském arktickém souostroví. Relativně nejdelší pobřeží má Mikronésie nebo podle jiné metriky Marshallovy ostrovy (řádově kolem 10 km pobřeží na jeden km2 rozlohy). Absolutně nejkratší pobřeží má Monako (4 km, což je ale k rozloze státu relativně hodně) a nejkratší vzhledem k rozloze státu Dem. rep. Kongo (37 km, což je jen 1,6 cm pobřeží na km2 rozlohy). Palestina má přístup k moři jen prostřednictvím územně nesouvisejícího pásma Gazy. - Vnitrozemský stát |                                      |                         |                                              |
| Atlantský a Tichý *** | Atlantský a Severní ledový ***       | Atlantský a Indický *** | Indický a Tichý                              |
| - Guatemala - Honduras - Chile - Kolumbie - Kostarika - Mexiko - Nikaragua - Panama | - Grónsko (Dánsko) - Island - Norsko | - Egypt - Izrael - JAR  | - Austrálie - Indonésie - Malajsie - Thajsko |